# Secretary Lake
Der Secretary Lake ist ein See auf der Insel von Secretary Island, die zum Southland District der Region Southland von Neuseeland gehört.

## Namensherkunft
Der See bekam im November 1967 als größter See der Insel durch G. T. S. Baylis, Professor für Botanik der University of Otago, seinen Namen in Anlehnung an den Inselnamen verliehen.

## Geographie
Der Secretary Lake ist mit 159 Hektar der mit Abstand größte See der drei Seen auf der Insel. Der von bis zu 1196 m hohen Berggipfeln umschlossene See befindet sich auf einer Höhe von 550 m im südlichen Teil der Insel und findet seinen Abfluss an seinem östlichen Ende. Dort stürzt der nicht näher bezeichnete Bach über 316 m in die Tiefe und mündet schließlich in den Te Awa-o-Tū / Thompson Sound. Der Secretary Lake besitzt eine Ost-West-Ausrichtung und erstreckt sich über eine Länge von rund 715 m. Sein maximale Breite ist in der Mitte der Ost-West-Ausrichtung des Sees zu finden und beträgt rund 350 m. Der Umfang des Sees bemisst sich auf rund 2,13 km.